# The Settlers II: 10th Anniversary
The Settlers II: 10th Anniversary (с англ. — «Поселенцы II: Десятилетие»; в Германии известна под названием Die Siedler II: Die nächste Generation — «Поселенцы II: Следующее поколение») — ремейк игры The Settlers II в жанре градостроительного симулятора с элементами стратегии в реальном времени, разработанный Blue Byte Software и выпущенный Ubisoft 7 сентября 2006 года к десятилетию с момента выпуска оригинальной игры. В России издавался под названием «The Settlers II: Юбилейное издание».
Игровой процесс практически полностью соответствует The Settlers II, однако в игре была обновлена графика, звуки и музыка. Игра построена на трёхмерном игровом движке, а в комплекте с ней поставляется редактор карт, позволяющий преобразовать изометрические карты оригинала в обновлённый формат.
В 2007 году для игры вышло немецкоязычное дополнение Wikinger (с нем. — «Викинги»), а в 2008 году на движке игры была создана игра «The Settlers II: Зарождение цивилизаций».

## Игровой процесс
О игровом процессе оригинальной игры см. Игровой процесс The Settlers II.
The Settlers II: 10th Anniversary является градостроительным симулятором с элементами стратегии в реальном времени, управляемый через интерфейс point-and-click. Геймплей и игровые механики практически идентичны оригинальной игре The Settlers II. Основной целью игрока на каждой карте является постройка поселения с самодостаточной экономикой, производство достаточного количества военной силы и завоевание вражеских территорий, с конечной целью захватить либо всю карту, либо её определённую ключевую зону. Для достижения этой цели, игрок должен заниматься экономическим микроконтролем, постройкой сооружений и производством ресурсов.
Как и в оригинальной игре, игровой процесс разворачивается вокруг «поселенцев», занимающихся перевозкой материалов и работающих в зданиях. Поселенцами управляет компьютер, игрок лишь отдаёт общие приказы вроде строительства зданий. Важной игровой механикой является строительство сети дорог для формирования эффективной транспортной системы, так как перевозка товаров может осуществляться только по дорогам. Расширение территории осуществляется за счёт постройки военных сооружений возле границы.
Среди изменений игрового процесса — возврат половины стоимости строений при их разрушении; расширенная система уведомлений; цикл смены дня и ночи. Обновлённая боевая система позволяет игрокам улучшать военные здания до следующего уровня, не прибегая к их сносу и постройке с нуля, а также эвакуировать войска из зданий.

### Режимы игры
The Settlers II: 10th Anniversary поддерживает как однопользовательский, так и многопользовательский режимы игры. В рамках однопользовательского режима игроку доступны как сюжетные кампании, так и отдельные карты («Свободная игра»). В режиме кампании игроку предстоит пройти последовательность карт, целью каждой из которой является либо победа над компьютерными игроками, либо взятие под контроль определённой области, на которой находится цель миссии. На момент выпуска, в игре было десять миссий, в которых игроку предлагалось управлять за римлян. Расширение Wikinger добавило новую кампанию из 12 миссий, в которых игрок мог управлять тремя расами ремейка (римляне, нубийцы и китайцы), а также добавленными в игру викингами.
В режимах свободной или многопользовательской игры, которая может осуществляться как по локальной сети, так и через интернет, игрок выбирает карту и настраивает игру различными способами: выбирает количество игроков (от двух до шести), сложность искусственного интеллекта соперников, игровую расу, условия победы, количество доступного в начале игры сырья, включен ли туман войны и появляются ли игроки на заданных позициях или же размещаются случайным образом. В дополнение к ряду карт, представленных в игре, вместе с игрой поставляется редактор карт, позволяющий игрокам как создавать собственные карты, так и импортировать их из оригинальных The Settlers II.

## Сюжет

### Основная кампания
После череды необъяснимых бедствий в Древнем Риме (исчезновение женской части населения, болезнь скота, засуха, нашествие саранчи, извержение вулкана), римский народ просит совета у странствующего пророка, который объявляет, что видит для римлян светлое будущее, однако для его достижения необходимо отправиться в долгое и опасное путешествие. Римляне трактовали слова таким образом, что им необходимо основать новое государство на чужой земле, и начинают готовиться к экспедиции. Однако через несколько дней после отплытия они попадают в шторм, и, хотя они выживают, они остаются без кораблей на неизвестном острове.
Спустя несколько месяцев они находят таинственный портал, окаймованный коптским письмом. Не желая возвращаться в Рим с пустыми руками, они решают войти в портал и оказываются в жаркой засушливой стране, в которой встречают нубийцев. Узнав, что за поселениями нубийцев находится другой портал, римляне просят разрешения в него пройти, и, получив отказ, решают пробиться к нему силой.
На той стороне портала они обнаруживают ещё одно поселение нубийцев и узнают, что нубийцев ждала та же судьба, что и римлян. Также оказывается, что нубийцы находятся в состоянии войны с превосходящими силами китайцев, которые отрезали нубийцев от их фараона, Танотамуна. Римляне соглашаются помочь нубийцам, прорываются через блокаду китайцев, берут замок с Танотамуном в осаду и воссоединяют его с народов.
За следующим порталом они узнают, что и китайцев постигли те же бедствия. Забравшись на гору за очередным порталом, они попали в грот, где, одержав победу над очередным поселением китайцев, с удивлением узнали, что следующий портал ведёт на остров, на который они высадились изначально. Построив корабль и собрав припасы, они вернулись в Рим, где обнаружили, что женщины вернулись. Размышляя о смысле прошедших событий, римляне заключают, что «путь был целью нашего путешествия».

### Wikinger
События Wikinger разворачиваются через несколько столетий после основной игры. Порталы используются представителями всех рас для путешествий и торговли. Во время пиршества в столице викингов, их портал взрывается, часть викингов засасывает в образовавшуюся воронку и выбрасывает на берег. Выбрав Эйригга в качестве лидера, они направляются в ближайшую деревню, в которой обнаруживают людей, с которыми они ранее пировали — группу китайских дипломатов, которые на самом деле оказались пиратами. Викинги нападают на деревню и обнаруживают, что она полна флагов с изображением волка. Направившись к ближайшему порталу, они узнают от нубийцев, что тот уже несколько дней как не функционирует, и решают исследовать окружающие территории.
Тем временем на Нубию нападают пираты под волчьими флагами. Кваме, правителю региона, удаётся отбросить пиратов. В руинах пиратского лагеря они находят фрагменты камней с викингскими символами — остатки разрушенного портала. Добравшись до ближайшего поселения викингов, они обнаруживают, что оно находится под атакой, и вступают в бой на стороне викингов. Со временем Кваме узнаёт, что Волк, предводитель пиратов, использует портальные камни для перемещения людей из далёких завоёванных земель и заставляет их сражаться на его стороне. В данный момент Волк пытается захватить Китайскую империю, а после неё — весь мир.
Одновременно с уничтожением портала викингов, портал в Риме также перестаёт функционировать. Спустя несколько месяцев прибывает конвой китайцев, объявляющий о нападении на имперскую столицу. Сенат римлян разрабатывает план по использованию портальных камней для покорения мира и отправляет войска под командованием Кая Публия на помощь китайцем. Посетив по пути нубийский остров, Кай дипломатическим путём получает нубийский портальный камень.
В то же время в изолированном регионе империи Волк приказывает нубийским союзникам занять островную крепость, планируя использовать её в рамках своей мировой кампании, однако небольшому племени китайцев удаётся её отвоевать. Волк пускается в бегство, однако оставляет рукописи со своим планом по захвату столицы. Китайцы отправляются на помощь в столицу, и одновременно с ними прибывают викинги, нубийцы и римляне, которые обнаруживают, что столица уже пала, а император скрывается в небольшой деревне. Со временем они одерживают над Волком верх, которому удаётся убежать на небольшой лодке, однако, попав в шторм, он умирает. Викинги восстанавливают портал, помогают китайцам отремонтировать столицу и возвращаются домой.

## Разработка и выпуск
В марте 2006 года Ubisoft подтвердили слухи, распространяемые по немецкой игровой прессе, о том, что в том же году они выпустят современный ремейк The Settlers II. Ральф Вирсинг, директор по развитию бизнеса, заявил: «есть не так много игр, подходящих для подобного проекта, однако вторая часть серии The Settlers, без сомнения, является одной из них». Blue Byte — студия, разработавшая все пять игр серии на тот момент, — решила создать ремейк The Settlers II, поскольку это было самой частой просьбой фанатов; кроме того, опросы в немецких журналах и на игровых сайтах неизменно показывали, что самой популярной игрой в серии является именно вторая часть.
Ещё на ранних этапах разработки Blue Byte решили оставить оригинальный геймплей практически без изменений. Вирсинг объяснял это решение так: «самостоятельный стиль игрового процесса, наряду с непрямым контролем, благодаря которому игрок управляет поселением в целом, а не отдельными поселенцами, не потерял свой шарм и через десять лет после выпуска игры». По словам менеджера и геймдизайнера проекта, наиболее значимым решением было обновить оригинальный геймплей, а не переизобретать его:

Очень большая проблема с Settlers 2 заключается в том, что, если говорить с людьми об игре, у многих будет куча идей о том, как её улучшить. Это ведёт к очень сложной задаче: вы можете добавить кучу функций в игру, но игра тут же потеряет фокус на том, чем она является. Например, если разрешить прямой контроль над военной силой, или предоставить больше возможностей управлять поставками товаров, или дать возможность попросить конкретного лесоруба срубить то дерево, что мешает вам построить ферму — это полностью изменит игру. Мы решили не менять ни одну из этих механик.

С целью обеспечения преемственности оригинала, в команду разработчиков был включён ряд людей, работавших над игрой 1996 года; так, Хаузер был ведущим геймдизайнером и программистом; продюсер и геймдизайнер Томас Фридманн был консультантом по дизайну; геймдизайнер и арт-директор Торстен Кнейзель был помощником продюсера. Объясняя, насколько ремейк будет похож на оригинал, Вирсинг заявил:

Наша цель — современная реализация оригинала. Мы хотим создать игру, используя современную 3D-графику с лишь незначительными геймплейными изменениями. Пара вещей поменяется, но они не окажут никакого влияния на общий пользовательский опыт. Так, мы добавляем в игру новую сюжетную кампанию, но вместе с ней, разумеется, и бесплатные карты для долгих часов развития поселений. Кроме того, в игре будет настоящий многопользовательский режим. Мы также удалили одну из рас оригинала, так как они всё равно отличались только эстетически.

По словам Томаса Фридманна, разработчики старались «сохранить сильные стороны оригинальной игры». Он особенно отмечал воссоздание системы дорог, которая была удалена в The Settlers III и последующих игр серии, а также важность транспортных узлов. Говоря о графике игры, Вирсинг объяснял: «новые Settlers II выглядят так, как они выглядели бы в 1996 году, если бы в тот момент времени существовали современные технические возможности. В те времена персонажи и строения были размером всего в несколько пикселей, а потому возможность показывать детали была минимальна». Для модернизации графики 1996 года был разработан собственный игровой движок, а графика отрисовывалась с использованием шейдеров 2.0, что позволяло запускать игру даже на старых графических картах.
Первоначально боевая система была взята из оригинальных игр без изменений, однако во время бета-тестирования игры, геймдизайнеры решили добавить систему улучшения строений, благодаря которой игроки могли заменять военные здания без необходимости сносить их и строить заново, а также кнопку эвакуации, используя которую игроки могли приказать войскам в гарнизоне покинуть военное здание и отправиться на другие задачи. С игрой поставляется редактор карт с функцией конвертации двумерных изометрических карт оригинальной игры в трёхмерный вариант, используемый в ремейке.
В Германии было выпущено ограниченное издание игры со статуэткой римлянина, оптимизированной для Windows XP копией оригинальной игры, буклетом с историей создания и двумя картами для свободной игры, не включёнными в стандартное издание. В 2013 году игра была выпущена в GOG.com.
В марте 2007 года вышло дополнение Die Siedler II: Die nächste Generation — Wikinger, доступное только на немецком языке и включающее новую кампанию из 12 уровней, новые карты как для однопользовательской, так и для многопользовательской игры, генератор случайных карт, различные улучшения и оптимизации лобби для игры через интернет, новую систему квестов с более разнообразными целями миссий и необязательными побочными заданиями, более подробную систему уведомлений и мини-карту, а также незначительные геймплейные улучшения. Дополнение также позволяет игрокам играть за все три расы, а также за добавленных в игру викингов, в режиме компании, хотя, как и в оригинальной игре, отличия среди расами сугубо эстетические.
В 2008 году на базе «Юбилейного издания» была выпущена игра «The Settlers II: Зарождение цивилизаций», которая вместе с «Юбилейным изданием» и оригинальными The Settlers II организовала «классическую» линейку серии The Settlers.

## Критика
| Сводный рейтинг       | Сводный рейтинг |
| Агрегатор             | Оценка          |
| --------------------- | --------------- |
| GameRankings          | 74 %            |
| Иноязычные издания    |                 |
| Издание               | Оценка          |
| Eurogamer             | 7/10            |
| VideoGamer            | 7/10            |
| 4players              | 80 %            |
| Gameswelt             | 82 %            |
| PC Games              | 82 %            |
| Русскоязычные издания |                 |
| Издание               | Оценка          |
| Absolute Games        | 70/100          |
| «Игромания»           | 7,5/10          |

«Юбилейное издание» получило относительно мало внимания критиков за пределами Германии. Отзывы в целом были смешанными, средняя оценка игры на агрегаторе рецензий GameRankings составляла 74 % на основе пяти рецензий. Критики хвалили игру за графику и звуковой дизайн, однако критиковали за однообразие, особенно заметное в режиме кампании, и высокую стоимость игры.
Стефан Вейсс из PC Games оценил игру в 82 %, похвалив её за графику, однако посчитав, что 45 евро — слишком высокая цена для ремейка. Он назвал ремейк «игрой, в первую очередь направленной на фанатов серии». Андре Линкен из Gameswelt поставил игре ту же оценку 82 %, назвав главной проблемой игры «отсутствие разнообразия», в первую очередь — в отношении целей заданий. Признав, что простые цели миссий соответствуют оригинальной игре, он посетовал на «нежелание дизайнеров реструктурировать игру». Он, однако, похвалил графику, звуковые эффекты и многопользовательский режим, назвав игру «потрясающим ремейком, который не потерял ни игривости, ни доброты оригинала». Марцел Клеффманн из 4players оценил игру в 80 %, также покритиковав отсутствие разнообразия: «каждая карта одинаковая. Вы развиваете поселение, развиваете, суетитесь, развиваете, немного сражаетесь, а затем схема повторяется по кругу», посчитав, что особенно это заметно в однопользовательской кампании. Он также посетовал на одинаковый геймплей за каждую расу, без каких-либо различий в их экономических моделях. Он, однако, похвалил возвращение дорожных сетей, написав: «очарование старой системы строительства дорог почти не развеялось за десятилетие, поскольку она вынуждает вас, очень доступным способом, скрупулёзно создавать эффективное поселение».
Пол Девлин из VideoGamer.com оценил игру в 7 баллов из 10, посчитав её приятной, но устаревший. Он назвал игру «созданным с любовью ремейком», выразил восхищение графикой, звуковым эффектам и музыкой, написав: «Blue Byte следует похвалить за точное воссоздание геймплея всеми любимого оригинала с добавлением наворотов XXI века». Он, однако, посчитал, что ремейк должен был быть бюджетной игрой, заключив: «при всём её неоспоримом очаровании и ностальгической ценности, The Settlers II никогда не будет чем-то большим, чем устаревшей игрой, которая зайдёт только тем, кто вспоминает оригинал с любовью». Герберт Айхингер из Eurogamer.de также оценил игру в 7 баллов из 10, похвалив её за графику и сохранение оригинального шарма, однако выразил сомнение в том, что одной ностальгии достаточно для того, чтобы вытащить игру: «в 1996 году The Settlers II была одним из передовых градостроительных симуляторов. В то время всё было свежим и оригинальным. Однако так ли это увлекательно на сегодняшний день?». Он также выразил мнение, что игра не должна продаваться за полную стоимость, написав: «нововведения носят скорее косметический характер и не добавляют дополнительных граней игрового процесса».
Александр Кузьменко из «Игромании» оценил игру в 7,5 баллов из 10, отметив, что хотя «десятилетней давности рецепт по-прежнему работает, а неторопливый геймплей затягивает на долгие часы, дни и недели», в игре нет изменений, кроме улучшенной графики. Михаил «Xirurg» Хромов в рецензии для Absolute Games поставил игре 70 баллов из 100, отметив, что игровая механика не нуждалась в реформах, однако «скучнейшая кампания явно не принадлежит к достоинствам игры. Десять миссий за вечер не пройти, но до чего же они похожи друг на друга». Он также похвалил «не слишком удобный, но функциональный» редактор и заявил, что «отношение менеджеров Ubisoft к своему бренду несказанно радует».